# 1922 у літературі

## Нагороди
- Нобелівську премію з літератури отримав іспанський драматург Хасінто Бенавенте.

## Народились
- 15 лютого — Колпаков Олександр Лаврентійович, радянський письменник-фантаст (помер у 1995).
- 30 березня — Коце Солунський, македонський письменник, поет (помер у 2007).
- 15 листопада — Джорджо Манганеллі, італійський письменник, перекладач, журналіст, літературознавець (помер у 1990).

## Померли
1 червня — Марія Еліза Тернер Лаудер, канадська лінгвістка та письменниця.

## Нові книжки
- Джеймс Джойс. Улісс

1. ↑  Ця сторінка має Властивість Вікіданих P910: категорія за темою сторінки із значенням "Category:1922 in literature", але не має назви українською мовою, яку треба додати за посиланням d:Special:SetLabelDescriptionAliases/Q9403045/uk.
Докладніше: Вікіпедія:Проєкт:Вікідані; Вікіпедія:Категоризація.